# Brenden Morrow
Brenden Morrow (Carlyle, 16 gennaio 1979) è un hockeista su ghiaccio canadese.
Gioca per i Tampa Bay Lightning nella National Hockey League. È stato il capitano e la bandiera dei Dallas Stars, infatti ha giocato in Texas per ben 12 stagioni.